# Монна Ванна
«Монна Ванна» (также «Belcolore») — картина английского художника-прерафаэлита Данте Габриэля Россетти, созданная в 1866 году. Находится в собрании галереи Тейт.
«Монна Ванна» стала одной из четырёх работ, где Россетти пытался подражать манере старых венецианских мастеров (Тициана, Паоло Веронезе и других). Изначально Россетти планировал озаглавить картину Venus Veneta («Венецианская Венера»), поскольку, по его же словам, на ней изображён «идеал венецианской красоты», дама в богато расшитом бело-золотом платье. Некоторые детали одеяния героини появлялись на других картинах Россетти, в частности, платье — на героине картины «Монна Роза», спиральное украшение в волосах девушки также довольно часто появляется на портретах его авторства. По окончании работы художник решил сменить название на Monna Vanna (изначально от имени героини Джованны, но также художник хотел подчеркнуть значение слова Vanna — «тщеславная женщина»), взяв его из сборника стихотворений Данте Алигьери «Новая жизнь». По мнению Россетти, картина стала одной из его лучших работ, «по крайней мере, в качестве украшения для комнаты». В качестве модели позировала Алекса Уайлдинг.
В 1873 году художник переработал картину, осветлив волосы героини и изменив цвет колец (слишком яркие цвета подверглись негативной критике), а также добавил к ней раму. Тогда же он решил вновь сменить название на Belcolore, решив, что оно будет звучать более современно. Тем не менее в среде коллекционеров и картинных галерей, а впоследствии — в обществе в целом, ходовым осталось прежнее название.
Картина является образцом владения художником цветом и его символизмом — белый и золотой — традиционные цвета святости и невинности, контрастируют с коралловыми и красными тонами, благодаря которым образ девушки становится более земным и чувственным.
Впервые картина была выставлена на публику в 1883 году, после чего снискала успех среди посетителей. Сейчас работа находится в галерее Тейт.